# Bruneiisch-deutsche Beziehungen
Die Bruneiisch-deutschen Beziehungen bestehen seit 1984, als beide Länder diplomatische Beziehungen aufnahmen. Brunei hat eine Botschaft in Berlin, und Deutschland hat eine Botschaft in Bandar Seri Begawan. Neben den bilateralen Beziehungen findet Kooperation zwischen den beiden Staaten auch auf der multilateralen Ebene im Rahmen der Kooperation zwischen der Association of South East Asian Nations (ASEAN) und der Europäischen Union (EU) statt.

## Geschichte
Die Beziehungen zwischen den beiden Ländern bestehen seit dem 30. Januar 1984. 1985 stattete Sultan Hassanal Bolkiah Deutschland einen ersten privaten Besuch ab. 1998 erfolgte ein Staatsbesuch des Sultans, während 2002 und 2011 weitere offizielle Besuche stattfanden. Auf der anderen Seite stattete Bundeskanzler Helmut Kohl Brunei 1997 einen offiziellen Besuch ab.  Delegationen des Deutschen Bundestages reisten 2007 und 2011 nach Brunei.

## Wirtschaftlicher Austausch
Für Brunei ist Deutschland ein wichtiger Wirtschaftspartner; der bilaterale Handel stieg 2021 auf rund 49 Mio. Euro. Deutschland exportiert nach Brunei vor allem Autos, Maschinen, Chemikalien und pharmazeutische Produkte. Da Deutschland aus Brunei kein Erdöl importiert, dem wichtigsten Export des Landes, ist die Handelsbilanz zugunsten Deutschlands unausgeglichen. Es wurde ein Abkommen über die Förderung und den gegenseitigen Schutz von Investitionen zwischen beiden Ländern ratifiziert.

## Bildung
Es gibt auch ein Studentenaustauschprogramm zwischen Brunei und Deutschland, das im Jahr 2008 ins Leben gerufen wurde, als eine Gruppe bruneiischer Studenten an deutschen Universitäten studierte.

## Militär
Deutsche Rüstungsunternehmen belieferten die Streitkräfte Bruneis mit Munition und Booten.